# Onassis Cultural Center

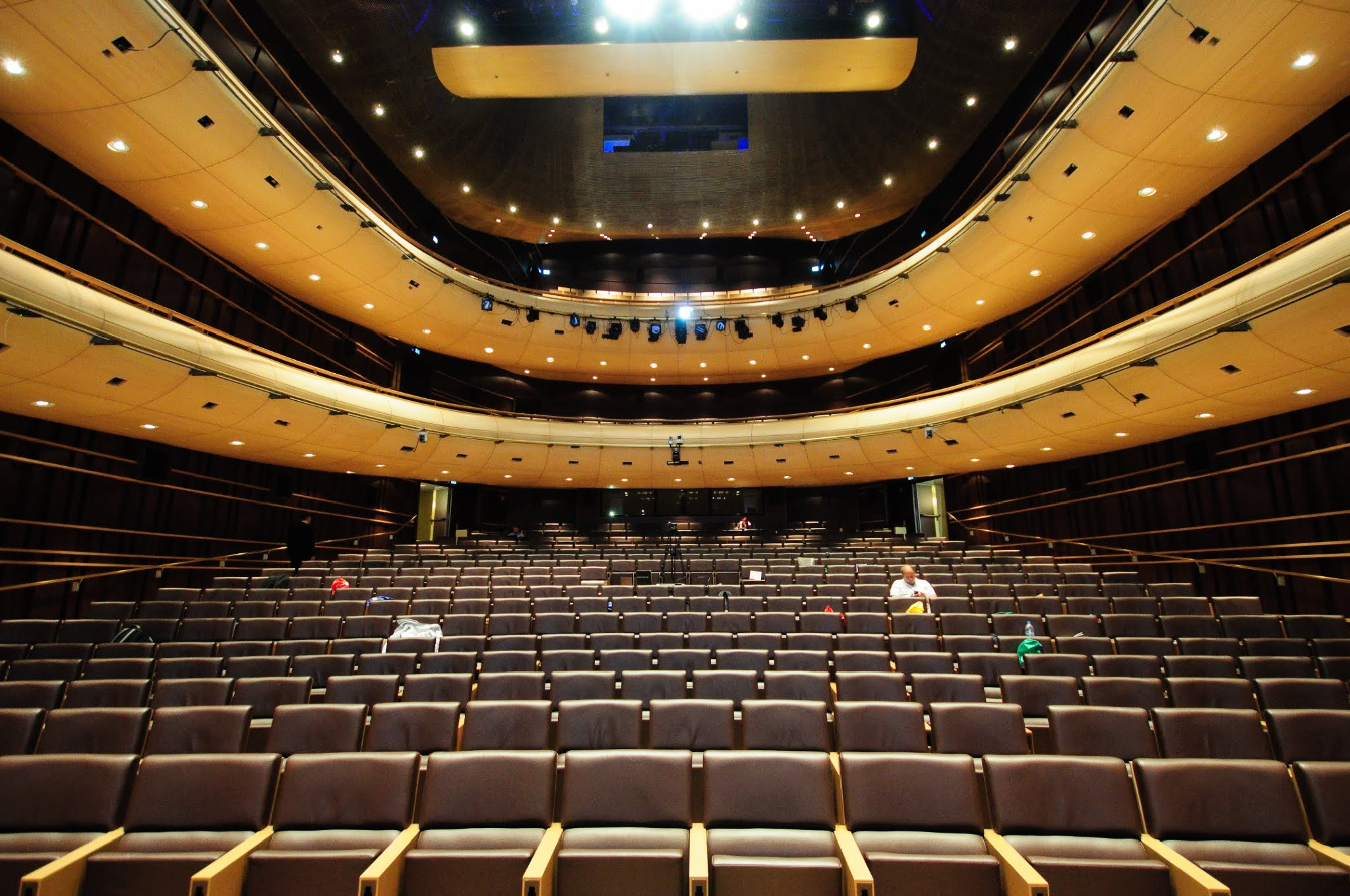
Der Hauptsaal des Onassis Cultural Center

Das Onassis Cultural Center (griechisch Στέγη του Ιδρύματος Ωνάση Stegi tou Idrimatos Onassi) ist ein 2011 fertiggestelltes Kulturzentrum in Athen. Das Gebäude gehört der privaten Alexander-Onassis-Stiftung und enthält unter anderem einen Konzertsaal, ein Auditorium, Bibliotheken und Tonstudios.

## Lage
Das Onassis Cultural Center nimmt einen kompletten Häuserblock an der Leoforos Andrea Syngrou ein. Entlang und um die Leoforos Andrea Syngrou gehört es mit dem nördlich gelegenen Akropolismuseum, dem Nationalen Museum für Zeitgenössische Kunst, der nahegelegenen Pantion-Universität sowie weiter südlich dem Planetarium und dem Stavros Niarchos Foundation Cultural Center zu einer Reihe von Kulturstätten und Sehenswürdigkeiten zwischen dem Stadtzentrum Athens und dem Faliro Coastal Zone Olympic Sports Complex.

## Geschichte
Ziel des Onassis Cultural Centers sollte die Schaffung eines Kulturorts sein, an dem Veranstaltungen und Aktivitäten aus dem gesamten Spektrum von Theater, Tanz, Musik, Kino und Kunst bis hin zu digitaler sowie hybrider Kunst und Literatur stattfinden können. Die Aufgabe bestand in der Förderung zeitgenössischer Kultur, der Unterstützung griechischer Künstler und der Pflege internationale Kollaborationen. Dazu wurde ein Architekturwettbewerb ausgerichtet. Aus 66 eingereichten Entwürfen ging das Pariser Architekturbüro Architecture Studio als Sieger hervor, das die Jury mit dem Fassadenkonzept aus Glas und weißen Marmorstreifen überzeugte. Baubeginn war im Jahr 2006, Eröffnung im Jahr 2011. Das 3000 m² große Baugrundstück befand sich in Privatbesitz. Die Kosten für den Bau beliefen sich auf 80 Mio. Euro.
2013 wurde das Onassis Cultural Center wie etwa 303 andere Bauwerke in Europa für den Preis der Europäischen Union für zeitgenössische Architektur nominiert, errang aber kein Shortlisting oder gar Auszeichnung.

## Gebäude
Das gläserne, würfelförmige Gebäude aus Stahlbeton in Skelettbauweise mit einer Grundfläche von etwa 28 Metern × 66 Metern gliedert sich in einen Tiefen- und Oberbau. Im unterirdischen Gebäudeteil aus neun Etagen sind eine Ausstellungshalle, vier Parketagen, Maschinenräume und Lagerräume untergebracht. Das Gebäudefundament in 27,70 Metern Tiefe unter Grund besteht aus einem Mattenfundament von 1,20 bis 1,50 Metern Stärke. Die Parkbereiche sind über zwei unabhängige Doppelhelix-Rampen erreichbar. Das eigentliche Gebäude mit insgesamt sieben Etagen und einer Gesamthöhe von 27 Metern besteht aus dem Haupttrakt, einer eiförmigen Schalenstruktur, die den Konzertsaal mit 880 Sitzplätzen und das zentrale Auditorium mit 220 Sitzplätzen beherbergt. Diese sind am Rand von Büroräumen, Tonstudios, Bibliotheken, einem Foyer, individuell gestaltbaren Freiflächen umgeben. Ein 200 Plätze fassendes Freilufttheater und das Michelin ausgezeichnete Dachrestaurant Hytra teilen sich die oberste Etage.
In Anlehnung an den Minimalismus der antiken griechischen Architektur ist das Gebäude mit weißem Marmor und Glas verkleidet. Tagsüber reflektieren die weißen, jalousieartigen Marmorbänder der Fassaden das attische Licht und erzeugen einen wellenförmigen Eindruck. Bei nächtlicher Beleuchtung lassen sie das Gebäudeinnere durchscheinen und geben den Blick auf die Hülle um die großen Veranstaltungssäle frei. Der weiße Marmor bietet Möglichkeiten für Beleuchtung und Projektionen der Gebäudeaußenseite.
Die Region Attika liegt in der griechischen Erdbebenzone 1 mit einer zu erwartenden Spitzenbodenbeschleunigung (PGA) von bis zu 0,16 g. Um die vom Auftraggeber geforderte erhöhte Erdbebensicherheit von 0,24 g zu erreichen, entwickelte das Münchner Unternehmen Maurer Söhne für das Onassis Cultural Center spezielle Gleitpendellager.